# Lucio Silla

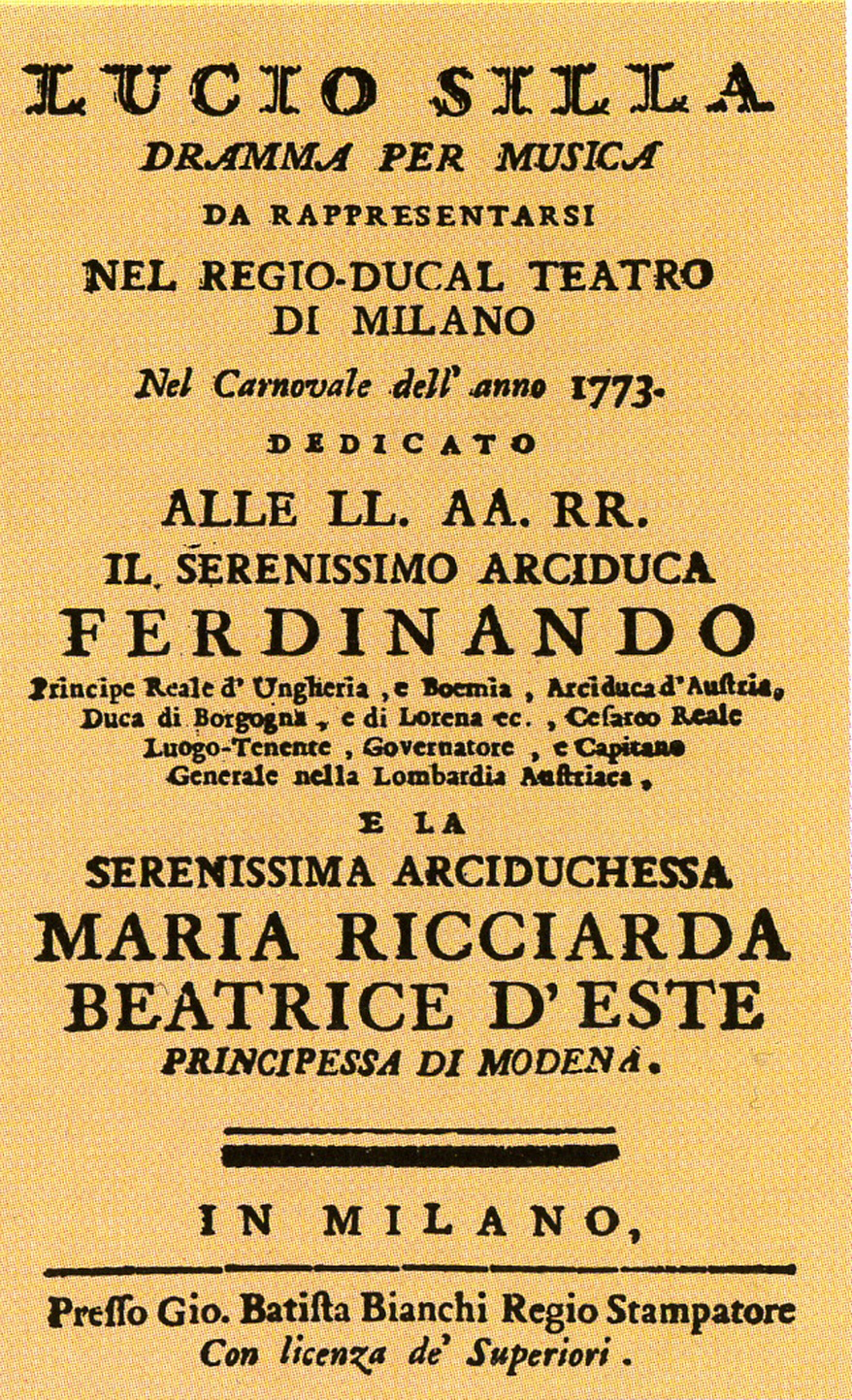
Libretto van Lucio Silla

Lucio Silla (KV 135) is een opera in drie bedrijven van Wolfgang Amadeus Mozart naar een libretto van Giovanni de Gamerra. Mozart schreef deze opera seria op 16-jarige leeftijd in de periode tussen 1769 en 1773 waarin hij verschillende keren naar Italië reisde. Een periode die van uitzonderlijke betekenis is geweest voor zijn vorming. De première van zijn werk vond plaats op 26 december 1772 in het Teatro Regio Ducal in Milaan. Het werd geen triomf maar toch een matig of bescheiden succes. Getuige daarvan waren de 20 herhalingen van de opera. Voor het eerst trad Mozart met zijn schrijfstijl buiten de gangbare muzikale taal van zijn tijd, maar het publiek kon zich niet zo snel aanpassen aan deze nieuwe muziek. Ondanks de mooie muziek wordt de opera tegenwoordig niet zo vaak opgevoerd. In het Verenigd Konkinkrijk werd de opera voor het eerst ten tonele gebracht in 1967 in Londen en in de Verenigde Staten in 1968 in Baltimore.
Het verhaal gaat over de verbannen senator Cecilio die met de hulp van een vriend terugkeert naar Rome om zijn verloofde Giunia te zien. De keiharde dictator Silla (gebaseerd op de historische figuur van dictator Sulla) heeft echter een oogje op haar laten vallen. Samen met zijn vriend Lucio plant de ex-senator een coup, die jammerlijk mislukt.
Handel's opera Silla (1713) behandelt hetzelfde onderwerp en Pasquale Anfossi en Johann Christian Bach schreven later opera's met dezelfde titel, respectievelijk in 1774 en 1776.

## Rolverdeling
| Rol                                                               | Stem               | Rolverdeling bij de première op 26 december 1772 (Dirigent: Wolfgang Amadeus Mozart) |
| ----------------------------------------------------------------- | ------------------ | ------------------------------------------------------------------------------------ |
| Lucio Silla (Lucius Cornelius Sulla), dictator van Rome           | tenor              | Bassano Morgnoni                                                                     |
| Celia, zuster van Lucio Silla                                     | sopraan            | Daniella Mienci                                                                      |
| Giunia (Junia), dochter van Gaius Marius en verloofde van Cecilio | sopraan            | Anna de Amicis-Buonsolazzi                                                           |
| Cecilio (Cecilius), verbannen Romeins senator                     | sopraan (castraat) | Venanzio Rauzzini                                                                    |
| Lucio (Lucius) Cinna, vriend van Cecilio                          | sopraan            | Felicità Suardi                                                                      |
| Aufidio (Aufidius), tribuun en vriend van Lucio Silla             | tenor              | Giuseppe Onofrio                                                                     |
| wachten, edellieden, senatoren, volk (koor)                       |                    |                                                                                      |

## Aria's uit de opera

### Eerste acte
- Dalla sponda tenebrosa – Giunia
- Il desio di vendetta – Silla
- Il tenero momento – Cecilio
- Se lusinghiera speme – Celia
- Vieni ov'amor t'invita – Lucio Cinna

### Tweede acte
- Guerrier che d'un acciaro – Aufidio
- Nel fortunato istante – Lucio Cinna
- Parto, m'affretto – Giunia
- Ah se a morir – Cecilio
- Ah se il crudel periglio – Giunia
- D'ogni pietà mi spoglio – Silla
- Quando sugl'arsi campi – Celia
- Quest' improvviso tremito – Cecilio
- Se il labbro timido – Celia

### Derde acte
- De più superbi il core – Lucio Cinna
- Fra i pensier – Giunia
- Pupille amate – Cecilio
- Strider sento la procella – Celia